# Tři králové (protinacistický odboj)
Tři králové (celým názvem Svatí tři králové, něm. Heilige drei Könige) byl název daný gestapem zpravodajsko-sabotážní skupině Obrany národa (ON) tvořené pplk. Josefem Balabánem, pplk. Josefem Mašínem a št. kpt. Václavem Morávkem. Sama skupina se nikterak oficiálně neoznačovala, sami o sobě mluvili jako o třech mušketýrech. Skupina se zaměřovala na sběr zpravodajských informací, přípravu a provádění sabotážních a diverzních akcí. Zároveň se podílela na udržování spojení s československou exilovou reprezentací.

## Založení a činnost
Skupina se v rámci vznikající ON (Obrana národa) začala formovat krátce po okupaci Čech a Moravy v březnu 1939. Od léta potom pracovala již ve složení Balabán, Mašín, Morávek. S touto skupinou dále spolupracoval radiotelegrafista četař František Peltán (někdy označovaný jako čtvrtý ze Tří mušketýrů).. Svou centrálu měli v pracovně plukovníka Tomáše Berky (člen ilegální organizace ÚVOD) na ministerstvu práce a sociálních věcí v Praze.
Začátkem jara 1940 se německým bezpečnostním orgánům podařilo skoro zlikvidovat celou jednu garnituru českého odboje; prakticky zničeny byly Obrana národa, Politické ústředí a částečně i Petiční výbor Věrni zůstaneme (PVVZ). Třem králům se odhalení vyhnulo zejména z důvodu přísného dodržování konspiračních opatření, která se u ostatních odbojových uskupení občas podceňovala. To potom vedlo k infiltraci agentů abwehru a gestapa do řad odboje.
Zbytky odbojářů se sloučily do nové organizace, Ústředního vedení odboje domácího (ÚVOD). ÚVOD zastřešoval jinak samostatně fungující skupiny. Tři krále v ÚVODu zastupoval Balabán. Začátkem roku 1941 se gestapu, díky přetrvávajícím chybám v konspiraci, podařilo infiltrovat PVVZ svými agenty a během roku organizaci prakticky rozbít.
Jako prvního ze Tří králů se gestapu podařilo 22. dubna 1941 dopadnout Balabána; při krátké přestřelce byl zraněn a zatčen. Přestože ho vyšetřovatelé při výslechu podrobili mučení, své spolupracovníky neprozradil. Popraven byl 3. října 1941.
Jako druhý byl 13. května 1941 zatčen Mašín, když zajišťoval radiové vysílání do Vojenské radiové ústředny v Londýně. Do bytu v domě ve druhém patře v ulici Pod Terebkou, dnešní Čiklova 19, v Praze-Nuslích (byl to ilegální byt Morávka), ze kterého se vysílalo, vpadlo gestapo. Mašín, který střelbou kryl ústup Morávka a radisty Peltána, jednoho z gestapáků těžce zranil, ale sám, již zraněný, byl zatčen a umístěn do vězeňské nemocnice. Poté, co fyzicky napadl svou ostrahu byl přemístěn na Pankrác (tím byly zmařeny Morávkovy plány na Mašínovo osvobození). I Mašín byl při výsleších mučen, ale ani on nic neprozradil, několikrát se bezvýsledně pokusil i o sebevraždu. Zemřel 30. června 1942 před popravčí četou na kobyliské střelnici.
Morávek, který jako jediný z trojice zůstal na svobodě, pokračoval v ilegální činnosti. Na žádost exilového vedení nadále udržoval kontakt s Paulem Thümmelem a přebíral od něj zpravodajské informace. To se mu stalo ale osudným. 21. března 1942 se Morávek pokusil osvobodit svého spolupracovníka Václava Řeháka (toho Němci zatkli omylem, když zajišťoval prostor pro Morávkovo setkání s Thümmelem, považovali Řeháka za Morávka). Při následné přestřelce byl Morávek raněn a poblíž Prašného mostu v Praze se zastřelil (podle jiných zdrojů ho, již těžce zraněného, zastřelil příslušník gestapa, ale v hlášení byla uvedena sebevražda; Morávek měl být totiž zadržen živý).

## Odbojová činnost

### Zpravodajství
Hlavním těžištěm skupiny byla zpravodajská činnost. Vytvořili centrálu, která sbírala informace ze všech sfér života protektorátu, prostřednictvím PVVZ skupina spolupracovala se sítí železničářů a pošťáků. Díky nim získávali informace o německých transportech, ale i o pohybech zboží a poměrech v továrnách. Vyhodnocováním těchto informací potom odboj získával ucelený přehled o politickém a ekonomickém životě v protektorátu a dokonce i části Slovenska. Tyto zprávy sestavoval a koncipoval Balabán. Zprávy byly do Londýna odesílány jednak prostřednictvím vysílaček (Sparta I. a II.), obsáhlejší potom prostřednictvím kurýrů přes neutrální Švédsko či přes Jugoslávii.
Thümmel sice s odbojem spolupracoval, zároveň ale sestavil a vedl observační tým abwehru, která skupinu (které dal krycí název Tři králové) sledovala a podávala o ní zprávy. Thümmel vedl ale svůj tým tak, aby neohrozil trojici hlavních aktérů (a zároveň aby neztratil důvěru odboje a nepřipravil se o významný zdroj financí).
Kromě kontaktů s exilovým vedením v Londýně udržovali Balabán a Morávek i kontakty se sovětskými diplomaty (ve službách NKVD), kteří až do přepadení SSSR Německem legálně v Praze působili.
Souběžně se sběrem informací pro účely zpravodajství zajišťovala skupina i bezpečnostní službu (ochranu před pronikáním agentů německých bezpečnostních služeb do vlastních řad) a dekonspiraci (odhalování) konfidentů a donašečů gestapa z řad obyvatelstva. K tomuto účelu využívali síť českých policistů pracujících jako překladatelé v úřadovně gestapa v Petschkově paláci.

### Diverze a sabotáže
Další z činností skupiny bylo obstarávání zbraní pro ON a trhavin pro vlastní diverzní činnost. Krátce před obsazením zbytků republiky německou armádou se Mašínovi (ještě z titulu funkce velitele ruzyňské posádky) podařilo ukrýt zbraně. Další se mu dařilo získávat např. pomocí falešných dokladů přímo z německé posádky či pašováním z Jugoslávie.
Nejvýznamnější akcí, na které se skupina podílela, byly pumové útoky proti cílům v Berlíně. Zajistila přípravu a odzkoušení náloží, které poté Ctibor Novák, Mašínův švagr, umístil 15. září 1939 přímo v Berlíně; jednu u policejního ředitelství a druhou u budovy ministerstva letectví. Další z útoků, pokus o likvidaci Himmlera, nevyšel; nálož sice 30. prosince 1940 explodovala v Berlíně správně, ale Himmlerův vlak měl zpoždění. K dalším diverzním akcím patřily trhavinové útoky proti lokomotivám zajišťujícím německé vojenské transporty; trhavina ve tvaru briket byla přidávána do uhlí na tendrech lokomotiv.

## Zajímavosti
Pro spojení s exilem používali příslušníci skupiny radiostanici s krycím označením Sparta I. Po určité době ale začali zprávy předávat prostřednictvím radiostanice s krycím názvem Sparta II. Tento způsob byl zvolen proto, že Němci Spartu I. odhalili a zároveň z důvodu neshod s vedením odboje, zvláště s Vladimírem Krajinou. Ten, podle některých zdrojů zprávy do zahraničí svévolně upravoval, což se příslušníkům vojenského odboje nelíbilo. Radiostanice hlásící se jako Sparta II. byly německou bezpečností několikrát zničeny.
Morávek se v převlečení setkal v baru budovy gestapa s Oskarem Fleischerem, elitním vyšetřovatelem gestapa, a nechal si od něj zapálit cigaretu. Morávek také pravidelně doručoval na pražské gestapo výtisky ilegálního časopisu V boj!.
Josef Mašín ve vězení prohlásil, že lituje, že Heydricha nemohl zabít on sám.
Josef Balabán byl velitelem celé skupiny.

## Tři králové v populární kultuře
- V roce 1998 natočil režisér Karel Kachyňa volně na motivy osudu skupiny sedmidílný televizní seriál Tři králové.[10]
- V roce 2015 natočila hudební skupina Epydemye album Kotlina, kde jsou písně věnované osobnostem českých dějin, mimo jiné i třem králům ve stejnojmenné písni.[11]
- V roce 2017 vydalo pražské nakladatelství ARGO výpravný stostránkový komiks Tři králové. Autorem komiksu je Zdeněk Ležák, více než 500 kreseb vytvořil výtvarník Michal Kocián.[12]
- V roce 2017 natočil režisér Cédric Jimenez snímek Smrtihlav na motivy knihy Laurenta Bineta nazvané HHhH, která popisuje kariérní vzestup Reinharda Heydricha a jeho atentát. V příběhu je zachycena i činnost tajné odbojové skupiny s krycím názvem Tři králové. Zkratka HHhH znamená Himmlers Hirn heißt Heydrich, tedy Himmlerův mozek se jmenuje Heydrich.[13]
- V roce 2021 vydalo pražské nakladatelství ARGO román M+B+M spisovatele Dalibora Váchy, který beletristickým stylem vypráví o diverzní a zpravodajské činnosti tří králů (tří mušketýrů) a jejich blízkých spolupracovníků v protiněmeckém odboji na území protektorátu. Román pokrývá období od jara roku 1939 až do jara 1942, plasticky popisuje nejen všechny jejich dobrodružné a nebezpečné akce, ale též i to, jak se tito hrdinové jeden po druhém dostávali do rukou německých bezpečnostních sil. Autorova historická přesnost je doplněna jen několika málo fiktivními románovými osobami, jež nemají oporu v historických reáliích. K románové licenci patří i „drsné“ dialogy tří mušketýrů a sondy do jejich psychických stavů, kam prosakuje postupně narůstající únava pramenící ze života v konspiračních bytech, a pocit marnosti boje proti německé mašinérii, jenž je každodenně staví na hranu života a smrti.[14]
- V roce 2024 vyšel v nakladatelství Euromedia Group (edice Kalibr) historicko-faktologický akční román „Morávkova zpověď aneb věřím v Boha a ve své pistole“ od Pavla Černého ve spolupráci s badatelem a spisovatelem Jaroslavem Čvančarou a s odborníkem na Morávka Jiřím Košařem. Kniha popisuje připojení škpt. Václava Morávka k pplk. Josefu Balabánovi a pplk. Josefu Mašínovi, jejich odbojovou činnost v Protektorátu a osudy podpořené exaktními historickými podklady. Knihu dotváří rozsáhlá fotogalerie a rozsáhlý poznámkový aparát.[15] V dubnu/květnu 2025 vyšel román jako stejnojmenná audiokniha (čtou Jiří Dvořák, Lukáš Hlavica a Ondřej Vetchý).[16]